# (7325) 1981 QA1
(7325) 1981 QA1 là một tiểu hành tinh vành đai chính. Nó được phát hiện bởi Zdeňka Vávrová ở Đài thiên văn Kleť gần České Budějovice, Cộng hòa Séc, ngày 28 tháng 8 năm 1981.